# オプラ・ウィンフリー・ショー
『オプラ・ウィンフリー・ショー』（The Oprah Winfrey Show）は、シンジケイションで1986年9月8日から2011年まで放送されていたトーク番組。オプラ・ウィンフリーが司会を務めていた。
シカゴのABC直営局WLSのローカルトーク番組として始まり、CBSディストリビューションによりシンジケーション番組として全米で放送された。そのほか世界140ヶ国で放送され、アメリカでは4600万人の週間視聴者数を誇った。
番組はシカゴ近郊にある、Harpo Productionsで収録された。Harpo Productionsは、オプラ本人が設立したプロダクションである。

## 概説
アメリカのテレビ界で最も評価されたトーク番組である。特に女性視聴者の人気が高かった。
評判が高い番組だけに、シンジケイションで購入できたローカル局のほとんどが、夕方の自主制作のニュース番組の前（夕方の4・5時台）にオプラ・ウィンフリー・ショーを放映した。実際、オプラ・ウィンフリー・ショーを放映しているローカル局の多くは自主制作のニュースの視聴率でも地域のトップに立っていた。
1998年、「タイム」誌が発表した『20世紀最高のテレビシリーズリスト』に入った。また、2002年には『古今、最も素晴らしいアメリカのテレビ番組トップ50』というリストにも入った。

## 歴史
1984年にオプラはシカゴのABC直営局・WLS-TVの朝のトークショー「AM Chicago」の司会者を務めることになった。当時の「AM Chicago」は全国放送のシンジケート番組などに押されていたが、見る見るうちに人気番組へ上り詰めた。この「AM Chicago」が全米向けの番組としてリニューアルされることになり、1986年9月8日にオプラ・ウィンフリー・ショーが始まった。
2007年9月10日時点で3000回以上放送されている。2008年アメリカ合衆国大統領選挙では早い段階でバラク・オバマ候補の支持を表明し、オバマ候補が当選するきっかけの一つとなったとされている。
オプラは2011年まで放送契約を更新しており、1990年代には永久にこの番組を続けたいと語ったこともあったが、2009年11月19日、番組を2011年9月9日をもって終了させる意向を示した。制作会社であるHarpo Productionsもこの予定を公式に発表した。
2011年1月1日、ケーブルテレビ局「オプラ・ウィンフリー・ネットワーク（OWN)」を開局。2017年12月4日、オプラはOWN株式を初めて売却、共同出資するケーブルネットワーク会社ディスカバリー・コミュニケーションズは出資比率を約45％から70％に高め、7000万ドル（約78億7000万円）を支払うことに合意した。オプラはOWNの最高経営責任者（CEO)職にとどまり、独占的な関与を2025年まで延長する。

## 主な企画

### Oprah's Book Club
番組当初から続くコーナー。オプラが本を紹介し、主に著者のインタビューが中心である。ここで紹介された本はほとんどがベストセラーになり、中には100万部以上を売り上げた本もある。2002年に一旦中断し、2003年に復活した。現在は古典作品を紹介することが多い。
| 年     | 月   | 作品名                                         | 著者                           |
| ------ | ---- | ---------------------------------------------- | ------------------------------ |
| 1996年 | 9月  | ディープエンド・オブ・オーシャン               | ジャクリーン・ミチャード       |
| 1996年 | 10月 | ソロモンの歌                                   | トニ・モリスン                 |
| 1996年 | 11月 | The Book of Ruth                               | ジューン・ハミルトン           |
| 1996年 | 12月 | She's Come Undone                              | ウォーリー・ラム               |
| 1997年 | 2月  | Stones from the River                          | アーシュラ・ヘギ               |
| 1997年 | 4月  | カナンの果て                                   | シェリ・レイルズ               |
| 1997年 | 5月  | The Heart of a Woman                           | マヤ・アンジェロウ             |
| 1997年 | 6月  | Songs In Ordinary Time                         | メアリー・M・モーリス          |
| 1997年 | 9月  | The Meanest Thing To Say                       | ビル・コスビー                 |
| 1997年 | 9月  | ジェファーソンの死                             | アーネスト・ゲインズ           |
| 1997年 | 10月 | 正しい女                                       | ケイ・ギボンズ                 |
| 1997年 | 10月 | エミー・フォスター                             | ケイ・ギボンズ                 |
| 1997年 | 12月 | The Treasure Hunt                              | ビル・コスビー                 |
| 1997年 | 12月 | The Best Way to Play                           | ビル・コスビー                 |
| 1998年 | 1月  | パラダイス                                     | トニ・モリスン                 |
| 1998年 | 3月  | Here on Earth                                  | アリス・ホフマン               |
| 1998年 | 4月  | 黒と青                                         | アンナ・クィンドレン           |
| 1998年 | 5月  | Breath, Eyes, Memory                           | エドウィージ・ダンティカ       |
| 1998年 | 6月  | この手のなかの真実                             | ウォーリー・ラム               |
| 1998年 | 9月  | What Looks Like Crazy on an Ordinary Day       | パール・クリージ               |
| 1998年 | 10月 | Midwives                                       | クリス・ホジャリアン           |
| 1998年 | 12月 | ビート・オブ・ハート                           | ビリー・レッツ                 |
| 1999年 | 1月  | Jewel                                          | ブレット・ロット               |
| 1999年 | 2月  | 朗読者                                         | ベルンハルト・シュリンク       |
| 1999年 | 3月  | パイロットの妻                                 | アニータ・シュリーヴ           |
| 1999年 | 5月  | 扉                                             | ジャネット・フィッチ           |
| 1999年 | 6月  | Mother of Pearl                                | メリンダ・ヘインズ             |
| 1999年 | 9月  | タラ通りの大きな家                             | モーヴ・ビンキー               |
| 1999年 | 10月 | River, Cross My Heart                          | ベレーナ・クラーク             |
| 1999年 | 11月 | ヴィネガー・ヒル                               | マネット・アンセイ             |
| 1999年 | 12月 | A Map of the World                             | ジューン・ハミルトン           |
| 2000年 | 1月  | Gap Creek                                      | ロバート・モーガン             |
| 2000年 | 2月  | Daughter of Fortune                            | イサベル・アジェンデ           |
| 2000年 | 3月  | バック・ローズ                                 | タウニ・オーデル               |
| 2000年 | 4月  | 青い眼が欲しい                                 | トニ・モリスン                 |
| 2000年 | 5月  | わたしがいないあいだに                         | スー・ミラー                   |
| 2000年 | 6月  | ポイズンウッド・バイブル                       | バーバラ・キングソルヴァー     |
| 2000年 | 8月  | オープン・ハウス                               | エリザベス・バーグ             |
| 2000年 | 9月  | 湖の記憶                                       | クリスティーナ・シュワルツ     |
| 2000年 | 12月 | 砂と霧の家                                     | アンドレ・デュバス3世          |
| 2001年 | 1月  | ウイ・ワー・ザ・マルヴェイニーズ               | ジョイス・キャロル・オーツ     |
| 2001年 | 3月  | Icy Sparks                                     | グウィン・ハイマン・ルビオ     |
| 2001年 | 5月  | Stolen Lives: Twenty Years in a Desert Jail    | マリカ・ウフキル               |
| 2001年 | 6月  | Cane River                                     | Lalita Tademy                  |
| 2001年 | 9月  | コレクションズ                                 | ジョナサン・フランゼン         |
| 2001年 | 12月 | A Fine Balance                                 | ロヒントン・ミストリー         |
| 2002年 | 1月  | Fall on Your Knees                             | アン・モリス・マクドナルド     |
| 2002年 | 4月  | スーラ                                         | トニ・モリスン                 |
| 2003年 | 6月  | エデンの東                                     | ジョン・スタインベック         |
| 2003年 | 9月  | 輝きの大地                                     | アラン・ペイトン               |
| 2004年 | 1月  | 百年の孤独                                     | ガブリエル・ガルシア＝マルケス |
| 2004年 | 4月  | 愛すれど心さびしく                             | カーソン・マッカラーズ         |
| 2004年 | 5月  | アンナ・カレーニナ                             | レフ・トルストイ               |
| 2004年 | 9月  | 大地                                           | パール・S・バック              |
| 2005年 | 6月  | 響きと怒り 死の床に横たわりて 八月の光         | ウィリアム・フォークナー       |
| 2005年 | 9月  | ア・ミリオン・リトル・ピースィズ               | ジェームズ・フライ             |
| 2006年 | 1月  | 夜                                             | エリ・ヴィーゼル               |
| 2007年 | 1月  | The Measure of a Man:A Spiritual Autobiography | シドニー・ポワチエ             |
| 2007年 | 3月  | ザ・ロード                                     | コーマック・マッカーシー       |
| 2007年 | 6月  | ミドルセックス                                 | ジェフリー・ユージェニデス     |
| 2007年 | 10月 | コレラの時代の愛                               | ガブリエル・ガルシア＝マルケス |
| 2007年 | 11月 | 大聖堂                                         | ケン・フォレット               |
| 2008年 | 1月  | ニュー・アース                                 | エックハルト・トール           |
| 2008年 | 9月  | The Story of Edgar Sawtelle                    | デイビッド・ウルブレフスキー   |
| 2009年 | 9月  | Say You're One of Them                         | ウウェム・アクパン             |

### Oprah's Favorite Things
感謝祭やクリスマスの時期などに放送される。オプラが個人的に気に入っている商品などを観客にプレゼントするというもの。特に有名なエピソードを下記に挙げる。
- 2004年9月に放送19年目の初回放送を収録した際、新しい乗用車を必要ということでスタジオに集まった276人の観客全員にGM・ポンティアックの新型車、G6英語版をプレゼント。総額800万ドル相当のプレゼントであったが、番組の提案にGM側がマーケティング効果が見込まれることで快諾した。
- 2006年11月にもスタジオに来ていた観客全員にビデオカメラ、1000ドル分が使えるクレジットカードをプレゼント。彼女はその際、「他の人を助けるために使ってほしい」とメッセージを送った。

オプラの資産家としてのエピソードを語るときによくこのコーナーが紹介される。

### Tuesdays With Dr. OZ
毎週火曜日に放送。メフメトC.オズ博士（NYCコロンビア長老教会派の会員。「オズ博士」として多くの番組視聴者に知られている）が担当するコーナー。

### その他
- What's The Buzz
- Remember Your Spirit